# Theodor Sparkuhl

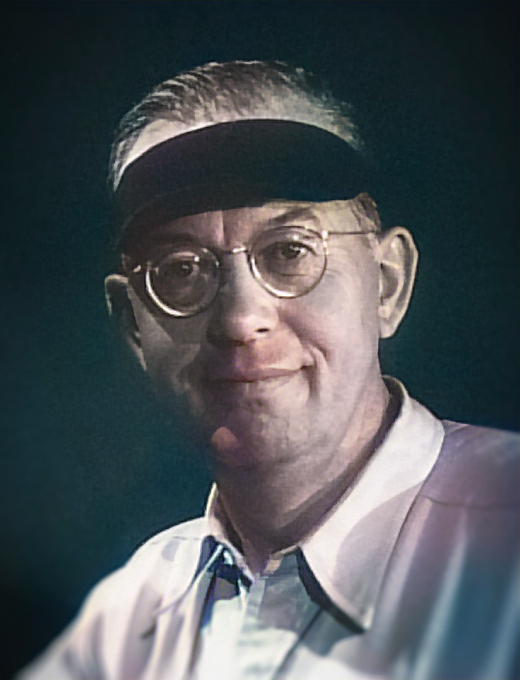
Theodor Sparkuhl ca. 1940

Theodor Sparkuhl (* 7. Oktober 1894 in Hannover; † 13. Juni 1946 in Los Angeles, Kalifornien) war ein deutscher Kameramann.

## Die frühen Jahre
Sparkuhl wurde als Sohn des Bankdirektors Karl Sparkuhl in Hannover geboren. Seine berufliche Laufbahn begann er 1911 als Verkäufer von Filmvorführgeräten. Bei der Berliner Filiale der französischen Filmproduktionsgesellschaft Gaumont erhielt Sparkuhl ab 1912 eine praktische Ausbildung als Wochenschau-Kameramann. In dieser Eigenschaft arbeitete er unter anderem in Russland, dem Nahen Osten und seit Ausbruch des Ersten Weltkriegs 1914 an diversen Abschnitten der Ostfront.
Im Jahre 1916 wechselte Sparkuhl, der bereits 1913 als einfacher Kameraoperateur der Eiko-Film Spielfilme fotografiert hatte, endgültig zum Unterhaltungsfilm. Er wirkte seitdem in verschiedenen Filmateliers als Chefkameramann, unter anderem für Georg Jacoby und vor allem für Ernst Lubitsch. Von 1916 bis zu dessen Abreise nach Hollywood Ende 1922 stand Sparkuhl bei 20 Lubitsch-Filmen, darunter alle großen Werke des Regisseurs aus dieser Zeit, hinter der Kamera, darunter die aufwändigen Ausstattungsstoffe Madame Dubarry, Anna Boleyn und Das Weib des Pharao.
Als Sparkuhls einzige Regiearbeit entstand 1927/28 gemeinsam mit Adolf Trotz der Film Der Staatsanwalt klagt an. Sein letzter in Deutschland produzierter Film war Georg Wilhelm Pabsts Abwege (1928).

## Arbeit in England, Frankreich und Hollywood

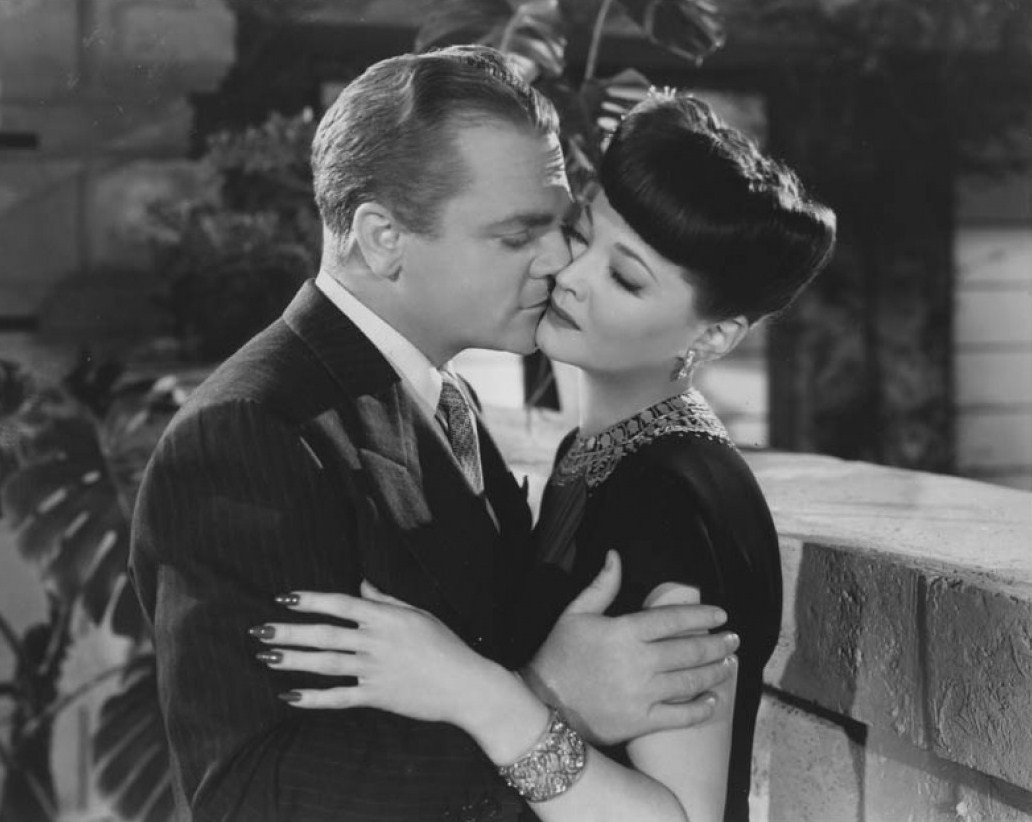
Spionage in Fernost (Blood on the Sun) (1945)

Von 1928 bis 1930 drehte er für British International Pictures in London. In dieser kurzen Zeit drehte er eine englische Inszenierung Henrik Galeens sowie eine Komödie mit Pat und Patachon.
1930 übersiedelte Sparkuhl nach Frankreich, wo er unter anderem mit Jean Renoir (Die Hündin, 1931) und Marc Allégret zusammenarbeitete.
Am 9. Dezember 1931 ließen er, seine aus Jerusalem stammende Frau Helen und die zwischen 1917 und 1925 geborenen fünf Kinder sich in den USA nieder. In der Folgezeit war Sparkuhl bei Paramount angestellt und fotografierte bis 1945 noch mehr als 50 Spielfilme, unter anderem den klassischen Abenteuerfilm Drei Fremdenlegionäre (1939) von William A. Wellman und den stilbildenden frühen Film noir Der gläserne Schlüssel (1942) von Stuart Heisler, die ihn als routinierten Bildgestalter ausweisen.
Sparkuhls Low-Key-Beleuchtung in Der gläserne Schlüssel und den zwei anderen frühen Film noirs Zum Leben verdammt (1941) und Der schwarze Vorhang (1942) stellt einen bemerkenswerten Bruch mit der üblichen kontrastarmen Beleuchtung der Hollywood-Kriminalfilme der 1930er Jahre dar. Filmhistoriker bewerten seine innovative Kameraarbeit in diesen Filmen als wichtigen Beitrag zur Entwicklung des typischen Noir-Stils der 1940er Jahre.

## Filmografie (Auswahl)
- 1916: Leutnant auf Befehl
- 1916: Der G.m.b.H.-Tenor
- 1917: Das fidele Gefängnis
- 1918: Das Mädel vom Ballett
- 1918: Keimendes Leben (2 Teile)
- 1918: Ich möchte kein Mann sein
- 1919: Die Austernprinzessin
- 1919: Meine Frau, die Filmschauspielerin
- 1919: Der lustige Ehemann
- 1919: Kreuziget sie!
- 1919: Vendetta
- 1919: Madame Dubarry
- 1919: Die Puppe
- 1919: Das Karussell des Lebens
- 1919: Komtesse Dolly
- 1920: Kohlhiesels Töchter
- 1920: Romeo und Julia im Schnee
- 1920: Sumurun
- 1920: Anna Boleyn
- 1920: Die Marchesa d’Armiani
- 1921: Grausige Nächte
- 1921: Der Roman eines Dienstmädchens
- 1921: Die Bergkatze
- 1922: Das Weib des Pharao
- 1922: Zum Paradies der Damen
- 1922: Die Flamme
- 1923: S.O.S. Die Insel der Tränen
- 1923: Das alte Gesetz
- 1924: Carlos und Elisabeth
- 1924: Komödie des Herzens
- 1924: Dekameron-Nächte
- 1925: Die Prinzessin und der Geiger
- 1925: Die Frau von vierzig Jahren
- 1925: Die Gesunkenen
- 1926: Fedora
- 1926: Manon Lescaut
- 1926: Die Flucht in den Zirkus
- 1927: Der Sohn der Hagar
- 1927: Der Fluch der Vererbung
- 1927: Jugendrausch
- 1927: Die Spielerin
- 1927: Der letzte Walzer
- 1928: Der Staatsanwalt klagt an (auch Co-Regie)
- 1928: Abwege
- 1928: Die Siegerin (After the Verdict)
- 1929: Champagner
- 1929: Die Nacht nach dem Verrat (The Informer)
- 1929: Der Schottland-Expreß (The Flying Scotsman)
- 1929: Pat und Patachon im Raketenomnibus (Alf’s Carpet)
- 1931: Moritz macht sein Glück
- 1931: Die Hündin (La Chienne)
- 1932: Seul
- 1933: Too Much Harmony
- 1934: Madame befiehlt! (Enter Madame)
- 1935: Das letzte Fort (The Last Outpost)
- 1937: Assistenzarzt Dr. Kilder (Internes Can’t Take Money)
- 1937: Frisco-Express (Wells Fargo)
- 1937: High, Wide and Handsome
- 1938: Wenn ich König wär (If I Were King)
- 1939: The Light That Failed
- 1939: Herrscher der Meere (Rulers of the Sea)
- 1939: Drei Fremdenlegionäre (Beau Geste)
- 1940: Swing-Romanze (Second Chorus)
- 1941: Zum Leben verdammt (Among the Living)
- 1942: Der schwarze Vorhang (Street of Chance)
- 1942: Der gläserne Schlüssel (The Glass Key)
- 1942: Wake Island
- 1943: Johnny Come Lately
- 1945: Gauner und Gangster (Salty O’Rourke)
- 1945: Spionage in Fernost (Blood on the Sun)
- 1946: The Bachelor’s Daughters